# Mary Meilak

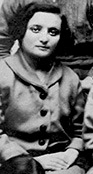
Mary Meilak (1925)

Mary Meilak (* 9. August 1905 in Victoria, Gozo; † 1. Januar 1975) war eine maltesische Dichterin. Als erste bekannte maltesische Dichterin sowie erste maltesische Frau, die eine Gedichtsammlung veröffentlichte, hat sie einen besonderen Platz in der Geschichte der maltesischen Literatur.

## Biografie
Meilak war die Tochter von Ġorġ und Mananni Meilak. Sie besuchte die Central School in Gozo und arbeitete 17 Jahre in Behörden, bis sie 1942 Lehrerin wurde. Das Unterrichten gefiel ihr sehr, und sie behielt ihre Stelle bis zu ihrem Ruhestand zwanzig Jahre später.
Sie war eine Zeitgenossin von Ġan Anton Vassallo, Dwardu Cachia, Dun Karm Psaila, Anastasia Cuschieri, Ninu Cremona, Guze Delia, Gorg Zammit, Gorg Pisani und Anton Buttigieg.
Mary Meilak starb am 1. Januar 1975 im Alter von 69 Jahren. Zu ihrem 100. Geburtstag wurde in ihrer Heimatstadt Victoria auf Gozo eine Gedenkfeier veranstaltet.

## Stil, Themen und Rezensionen
Die L-Akkademja tal-Malti (wörtl.: Vereinigung maltesischer Schriftsteller) beschreibt Meilak als die einzige weibliche Stimme unter den maltesischen Dichtern der Romantik während der ersten Hälfte des 20. Jahrhunderts. Oliver Friggieri bemerkt: „Mary Meilak unterscheidet sich nicht nur von anderen Dichtern, indem sie auf die größte existentielle und historische Angst ihrer Zeit anspielt, aber auch durch ihre Form des Ausdrucks, die einen phantastischen Blick auf die Welt um sie herum widerspiegelt.“ 
Die Hochschullehrer Ġużè Aquilina und Peter Serracino Inglott stellten außerdem fest, dass Meilak eine flinke Hand und einen interessanten technischen Stil besaß, denn sie bevorzugte den Stil arabischer Gedichte anstatt den der griechischen und italienischen Literatur, den viele ihrer Zeitgenossen verwendeten.
Meilaks Lyrik ist bekannt für ihre Leichtigkeit, Zugänglichkeit, farbenfrohe Höhenflüge, die Natur als ein grenzenloser Horizont und religiöse Themen. Literarische Stilmittel, wie Alliteration und Lautmalereien, verleihen ihren Werken einen einfachen und klangvollen Ton, welcher ihren dichterischen Stil charakterisiert. Es ist genau diese Leichtigkeit, die durch ihre Werke kommuniziert wird, die Oliver Friggieri dazu führt, Meilak mit „einer Zauberin, die das Seelenleben in Worte verwandelt“ zu vergleichen.

## Werke
Meilak schrieb ihr erstes Gedicht Faxx Nemel (wörtl.: Eine Ameisenstraße) 1930 im Alter von 25 Jahren. 15 Jahre später veröffentlichte sie 1945 ihre erste Gedichtsammlung unter dem Namen Pleġġ il-Hena (wörtl.: Ein Versprechen des Glücks). Sie veröffentlichte außerdem zwei Bände mit Aufsätzen mit dem Titel Nirraġunaw u Nitbissmu (wörtl.: Lasst uns zur Vernunft kommen und lachen), drei Romane mit den Titeln Nokkla Sewda (wörtl.: Schwarze Schlösser), San Nikola tal-Venturi (wörtl.: Sankt Nicolas von Venturi) und It-Tewmin tal-Birgu (wörtl.: Die Zwillinge von Birgu) sowie zwei Opern und einige Operetten.
Eine Reihe an unveröffentlichten Gedichten zeigen Meilak von einer anderen Seite. Einige dieser Werke zeigen ihre Erfahrungen und ihren Blickwinkel während des Zweiten Weltkrieges. Diese Gedichte sind auch ein Beweis für Meilaks Sympathie zum Britischen Weltreich sowie ihren erbitterten Patriotismus. In ihren Gedichten wird dies durch Übertreibungen und ermutigende Sprachen, wie sie oft in Gedichten aus Kriegszeiten gefunden wird, zum Ausdruck gebracht.
Für viele Jahre schrieb sie außerdem regelmäßig Beiträge für Leħen is-Sewwa (wörtl.: Die Stimme der Wahrheit), eine von den kirchlichen Autoritäten am 1. September 1928 ins Leben gerufene Zeitung, die bis heute von Freiwilligen der Malta Catholic Action herausgegeben wird. Viele der Gedichte, die sie zu dieser Zeitung beigetragen hat, waren von religiöser Natur, einschließlich einer Serie an Werken über die Passion Jesu, die in einer Ausgabe unter dem Namen L-Istrumenti tal-Passjoni (wörtl.: Instrumente der Passion) von Frank L. Mercieca im Jahr 2005 veröffentlicht wurden.